# Sindrome da attivazione mastocitaria
La sindrome da attivazione dei mastociti (dall' inglese mast cell activation syndrome o MCAS ) è un tipo di disturbo di attivazione dei mastociti ( MCAD ) ed è una condizione immunologica in cui i mastociti rilasciano in modo inappropriato ed eccessivo mediatori chimici, determinando una serie di sintomi cronici, a volte inclusi anafilassi. I sintomi primari comprendono problemi cardiovascolari, dermatologici, gastrointestinali, neurologici e respiratori.
A differenza della mastocitosi, un altro tipo di MCAD, in cui i pazienti hanno un numero anormalmente aumentato di mastociti, i pazienti con MCAS hanno un numero normale di mastociti che non funzionano correttamente e sono definiti "iper-responsivi". MCAS è ancora una condizione poco conosciuta ed è un argomento di ricerca attuale.
L'MCAS si trova spesso in pazienti con sindrome di Ehlers-Danlos (EDS) e sindrome da tachicardia ortostatica posturale (POTS).

## Segni e sintomi
La MCAS è una condizione che colpisce più sistemi, generalmente in modo infiammatorio. I sintomi in genere crescono e diminuiscono nel tempo, variando in gravità e durata. Molti segni e sintomi sono gli stessi di quelli della mastocitosi, poiché entrambe le condizioni causano troppi mediatori rilasciati dai mastociti. Ha molte caratteristiche sovrapposte con anafilassi idiopatica ricorrente, sebbene ci siano sintomi distintivi, in particolare orticaria e angioedema .
I sintomi comuni includono:
- sintomi dermatologici
  - eritema
  - orticaria
  - ecchimosi
  - una carnagione rossastra o pallida
  - prurito
  - sensazione di bruciore
  - dermatografismo
- sintomi cardiovascolari
  - vertigini, presincope, sincope, aritmia, tachicardia
- sintomi gastrointestinali
  - diarrea e / o costipazione, crampi, disagio intestinale (colite, ecc.)
  - nausea, reflusso gastroesofageo
  - difficoltà a deglutire (disfagia), senso di costrizione alla gola (bolo faringeo)
- sintomi genito-urinari
  - cistite interstiziale; bruciore nella vescica e nel tratto urinario
- sintomi psichiatrici e neurologici
  - nebbia cerebrale, disfunzione della memoria a breve termine, difficoltà nel ricordare le parole, confusione mentale
  - parestesia
  - mal di testa, emicrania
  - sintomi psichiatrici e comportamentali di comorbilità a seguito del rilascio di mediatori dei mastociti nel cervello (es. ansia, depressione, sbalzi d'umore, ecc. )
- sintomi respiratori
  - congestione, tosse, respiro sibilante (asma)
  - rinite non allergica con sindrome di eosinofilia (NARES)[9]
  - apnea ostruttiva del sonno
- sintomi oculari
  - disagio oculare (fotofobia, congiuntivite, prurito, rossore agli occhi, occhio secco, disturbi visivi locali)
- sintomi generalizzati
  - stanchezza generale, fatica, astenia e malessere
  - allergie o intolleranze alimentari, farmaceutiche e chimiche (in particolare le fragranze)
  - intolleranza al freddo e al calore estremi
  - anafilassi: se troppi mediatori sono divisi nel sistema di un paziente, possono anche sperimentare anafilassi, che comprende principalmente alcuni sintomi accentuati come difficoltà respiratoria, prurito, orticaria, arrossamento o pallore, sensazione di calore, polso debole e rapido, nausea, vomito, diarrea, vertigini e svenimento.
- sintomi muscoloscheletrici
  - l'osteoporosi e l'osteopenia sono possibili sintomi di disturbi dell'attivazione dei mastociti
  - dolore muscolare

I sintomi possono essere causati o aggravati da fattori scatenanti, che variano ampiamente e sono specifici del paziente. I trigger comuni includono:
- alimenti e bevande specifici (in particolare alcol, alimenti ad alto contenuto di istamina e additivi che rilasciano istamina come solfiti o certi pesci come tonno, crostacei, sgombro e frutti di mare ma anche salmone, sardine, aringhe, acciughe), allergeni
- temperature estreme
- odori dispersi nell'aria inclusi profumi o fumo
- esercizio fisico o sforzo
- stress emotivo
- cambiamenti ormonali, in particolare durante l'adolescenza, la gravidanza e il ciclo mestruale.

## Cause
Non ci sono cause note, ma la condizione sembra essere ereditata in alcuni pazienti. I sintomi dell'MCAS sono causati da mediatori chimici eccessivi rilasciati in modo inappropriato dai mastociti. I mediatori includono leucotrieni, istamine, prostaglandine e triptasi . La condizione può essere lieve fino a quando non viene esacerbata da eventi di vita stressanti, oppure i sintomi possono svilupparsi e peggiorare lentamente con il tempo.

## Diagnosi
L'MCAS è spesso difficile da identificare a causa dell'eterogeneità dei sintomi e della "mancanza di presentazione acuta flagrante". La condizione può anche essere difficile da diagnosticare, soprattutto perché molti dei numerosi sintomi sono di natura non specifica. Nell'ottobre 2016 all'attivazione dei mastociti è stato assegnato un codice ICD 10 (D89.40, insieme ai codici del sottotipo D89.41-43 e D89.49). "Sebbene vengano pubblicati diversi criteri diagnostici, una strategia comunemente usata per diagnosticare i pazienti è quella di utilizzare tutti e tre i seguenti:
1. Sintomi compatibili con il rilascio di mastociti cronici / ricorrenti: dolore addominale ricorrente, diarrea, arrossamento, prurito, congestione nasale, tosse, senso di oppressione al torace, respiro sibilante, vertigini (di solito è presente una combinazione di alcuni di questi sintomi)
2. Prove di laboratorio del mediatore dei mastociti (elevata triptasi sierica, N-metilistamina, prostaglandina D2 o 11-beta-prostaglandina F2 alfa, leucotriene E4 e altri)
3. Miglioramento dei sintomi con l'uso di farmaci che bloccano o trattano gli aumenti in questi mediatori "[4]

L'Organizzazione mondiale della sanità non ha ancora pubblicato criteri diagnostici.

## Trattamento
I trattamenti farmacologici comuni includono:
- Stabilizzatori dei mastociti,[7] incluso cromolyn sodico e stabilizzanti naturali come la quercetina[10][11]
- H1-antistaminici, come cetirizina o ketotifene o fexofenadina o loratadina
- H2-antistaminici, come ranitidina o famotidina
- Antileucotrieni, come montelukast o zileuton, nonché prodotti naturali (ad es. Curcumina o estratti di iperico )
- I farmaci antinfiammatori non steroidei,[6] inclusa l'aspirina possono essere molto utili nel ridurre l'infiammazione in alcuni pazienti, mentre altri possono avere reazioni pericolose

Riempitivi, leganti e coloranti in molti farmaci sono spesso i colpevoli nel causare reazioni, non necessariamente l'agente attivo, quindi dovrebbero essere prese in considerazione formulazioni alternative e farmaci composti.
Potrebbero anche essere necessari cambiamenti nello stile di vita. Evitare i trigger è importante. Va sottolineato che i pazienti con MCAS possono potenzialmente reagire a qualsiasi nuova esposizione, inclusi cibo, bevande, farmaci, microbi e fumo attraverso inalazione, ingestione o contatto.
Una dieta a basso contenuto di istamina e altre diete per l'eliminazione possono essere utili per identificare gli alimenti che innescano o peggiorano i sintomi. Molti pazienti con MCAS hanno già alti livelli di istamina, quindi ingerire cibi con alti liberatori di istamina o istamina può peggiorare molti sintomi come la vasodilatazione che provoca svenimento e palpitazioni.

## Prognosi
Non esiste una cura per MCAS. Per la maggior parte, i sintomi aumentano e diminuiscono, ma molti possono sperimentare una tendenza generale al peggioramento nel tempo. La durata della vita per quelli con MCAS sembra essere normale, ma la qualità della vita può variare da lieve disagio a gravemente compromessa. Alcuni pazienti sono abbastanza compromessi da essere disabili e incapaci di lavorare.

## Epidemiologia
MCAS è una diagnosi relativamente nuova, senza nome fino al 2007, e si ritiene che sia sotto diagnosticata. (Dr. Lawrence Afrin lo descrive come "probabilmente abbastanza diffuso" e con "prevalenza sempre più evidente").

## Storia
I criteri diagnostici sono stati proposti nel 2010. La condizione è stata ipotizzata dai farmacologi John Oates e Jack Roberts della Vanderbilt University nel 1991 e in seguito all'accumulo di prove presentate in articoli di Sonneck et al. e Akin et al., finalmente nominati nel 2007.